# China National Precision Machinery Import and Export Corporation
China National Precision Machinery Import and Export Corporation (сокращённо CPMIEC, «Китайская национальная корпорация по импорту и экспорту точных машин») — китайская государственная внешнеторговая компания, специализирующаяся на поставках и техническом обслуживании систем ПВО, радаров, спутников, оптических приборов, военных тягачей и другого военного оборудования. Основана в 1980 году, штаб-квартира расположена в Пекине.

## История
В 1991 году CPMIEC попала под санкции США за продажу Пакистану оборудования для баллистических ракет малой дальности. В 2002 и 2006 годах CPMIEC и её дочерние структуры попадали под санкции США из-за поставок ракет в Иран. В 2013 году CPMIEC попала под санкции США за поставку компонентов ракетного вооружения Сирии.

## Деятельность
China National Precision Machinery Import and Export Corporation занимается оборонными исследованиями и разработками, организацией и проведением оборонных выставок и семинаров, участвует в производственном процессе, а также экспортирует:
- Зенитно-ракетные комплексы малого, среднего и дальнего радиуса действия HQ-2B, HQ-7 (FM-80 и FM-90), HQ-9 (FD-2000), HQ-12 (KS-1) и HQ-61 (LY-60)
- Баллистические ракеты малой дальности B-611 (B-611M, B-611MR, BP-12A)[12]
- Противокорабельные ракеты малой и средней дальности YJ-1 (C-101), HY-2 (C-201 и C-301), YJ-7 (C-701 AR), YJ-8 (C-801) и YJ-83 (C-802)
- Реактивные системы залпового огня WS-1, WS-1B, SY-300, SY-400, WS-2 и A-100
- Зенитные орудия TD-2000B
- Радиолокационные станции JYL-1 и SJ-202
- Переносные зенитные ракетные комплексы QW-1, QW-2, QW-3 и FN-6
- Беспилотные летательные аппараты разведки и наведения огня WJ-100 и WJ-600

### Экспорт
Основные рынки сбыта — Индонезия, Мьянма, Бангладеш, Пакистан, Иран, Катар, Турция, Сирия, Венесуэла.